# Bitvrđa
Bitvrđa (en serbe cyrillique : Битврђа) est un village de Serbie situé dans la municipalité de Surdulica, district de Pčinja. Au recensement de 2011, il comptait 12 habitants.

## Démographie
| 1948 | 1953 | 1961 | 1971 | 1981 | 1991 | 2002 | 2011 |
| ---- | ---- | ---- | ---- | ---- | ---- | ---- | ---- |
| 699  | 818  | 703  | 411  | 116  | 45   | 23   | 12   |

|  |